# Scomparsa di Davide Cervia

Davide Cervia

La scomparsa di Davide Cervia, militare italiano, si verificò a Velletri il 12 settembre 1990. Il caso fu archiviato nel 2000 dalla magistratura come "sequestro di persona a opera di ignoti".

## Storia

### Biografia
Nato a Sanremo il 21 novembre 1959, dopo il diploma di perito elettronico, nel 1978, all'età di 19 anni, si era arruolato come volontario entrando a far parte come sottufficiale degli addetti agli armamenti tecnologici della fregata missilistica Maestrale. Nel 1980, inoltre, aveva frequentato il corso di specializzazione che lo aveva qualificato esperto in guerra elettronica con la sigla ELT/ETE/GE. La NATO gli impose l'ottenimento del NOS (nulla osta di sicurezza), vincolandolo alla massima segretezza e al silenzio con i non "addetti ai lavori"; nessuno al di fuori della Marina Militare, doveva sapere di questa specializzazione.
Nell'estate del 1982 si sposa con Marisa Gentile, con la quale ha due figli. Nel 1984 si congeda con il grado di sergente.

### La scomparsa
Il 12 settembre 1990 scompare a Velletri. Sin dall'inizio le forze dell'ordine inquirenti sostennero anche l'ipotesi di un allontanamento volontario. A tale ricostruzione si opposero due testimoni, i quali avrebbero assistito, rispettivamente, all'atto del sequestro e alla fuga dei rapitori. La famiglia ben presto si convince dell'ipotesi di un rapimento, connesso alle sue conoscenze tecniche e militari, con particolare riferimento alla Guerra del Golfo scoppiata il 2 agosto precedente.
Quattro mesi dopo il rapimento il nome di Davide Cervia compare nella lista passeggeri di un volo Parigi-il Cairo della Air France; il biglietto risulterebbe acquistato dal Ministero degli esteri francese.
A marzo del 1991, grazie alle indicazioni contenute in una lettera anonima inviata al programma Chi l'ha visto?, la Volkswagen Golf di Cervia — uno dei testimoni l'aveva vista guidata da uno dei rapitori — viene ritrovata vicino alla stazione Termini a Roma. La vettura è intatta e sul sedile posteriore sono presenti ancora i fiori che Cervia aveva comprato per la moglie; subito dopo il ritrovamento, la famiglia comunica di aver ricevuto l'offerta di un miliardo di lire per lasciare perdere la vicenda; la famiglia aggiunge anche che: «non vogliamo ancora dire chi, prima vogliamo la garanzia che lo Stato sia disposto a tutelarci».
Negli anni successivi la famiglia ricevette diverse lettere anonime; in una viene scritto che Cervia sarebbe morto in un bombardamento a Baghdad, mentre in un'altra lo si dava prigioniero in Libia o in Arabia Saudita. Altre lettere minacciavano invece la famiglia, chiedendo che mantenesse il silenzio sulla vicenda.
Nel 1997 la famiglia riceve una chiamata e la moglie, che rispose al telefono, sentì la voce di Cervia che parlava di lavoro; dopo alcuni tentativi di parlare con lui, la moglie si rese conto che si trattava di una registrazione.
Le specializzazioni di Cervia erano ignote alla famiglia. La Marina Militare consegnò, nel corso del tempo, cinque fogli matricolari (il "curriculum" dei militari) diversi. Solo dopo 4 anni e un'occupazione di 9 ore del Ministero della difesa, i familiari ottennero il foglio matricolare vero, contenente la qualifica ELT/ETE/GE.; emerse altresì che il SIOS Marina aveva rilasciato al Cervia il NOS NATO (valido fino al 1986).
La Procura generale presso la Corte d'appello di Roma, pur confermando l'ipotesi del rapimento, il 5 aprile 2000 ha archiviato il fascicolo per l'impossibilità di individuare i colpevoli.
Nel 2013 Giovanni Cossu, istruttore di Cervia, disse che Cervia era uno dei massimi esperti di sistemi d'arma impiegati dalla Marina Militare, tra cui l'OTOMAT, venduto in 1000 esemplari anche a Iraq e Libia. Cossu ritiene che il motivo del rapimento possa risiedere proprio nelle conoscenze militari di Cervia.

## Indagini
Molte delle piste, alcune seguite anche dagli inquirenti italiani, portano a paesi quali Iraq, Libia, Iran e Arabia Saudita. Un'altra pista portava invece all'Unione Sovietica, e sembra legarsi al furto di tecnologie militari e alla vendita di tali segreti al KGB, vicenda che portò a due arresti nel 1989, un anno prima della scomparsa di Cervia. Secondo altre ipotesi, vi sarebbe invece un collegamento con la Somalia e il Sahara Occidentale.

## Processi
La moglie Marisa e i figli Erika e Daniele hanno citato a giudizio nel 2012 i Ministeri della difesa e della giustizia davanti al tribunale civile di Roma.
Nello stesso anno, la famiglia ha presentato anche una causa civile sempre contro il Ministero della difesa e il Ministero della giustizia, chiedendo il risarcimento dei danni "per la violazione di ciò che può definirsi il diritto alla verità". Il Ministero della difesa è stato condannato a risarcire la famiglia per "avere violato il loro diritto alla verità" al pagamento di una cifra simbolica. La sentenza venne prima impugnata ma poi, Il 13 novembre 2018, l'allora ministro della difesa Elisabetta Trenta, annunciò di non voler ricorrere in appello la sentenza.

## Controversie
Vertici delle Forze armate italiane denunciarono Gianluca Cicinelli e Laura Rosati, autori del libro Un mistero di Stato, sulla vicenda di Cervia, nonché la moglie di Cervia. Furono tutti assolti dal tribunale di Civitavecchia.

## Cultura di massa
- Nel 2014 è stato pubblicato un film basato sulla storia di Davide Cervia, Fuoco amico - La storia di Davide Cervia di Francesco Del Grosso.